# As Hope Dies
As Hope Dies war eine im Jahr 2000 gegründete Metalcore-Band aus dem kalifornischen Orange County. Einziges beständiges Mitglied war Sänger und Frontmann David Richardson.

## Geschichte
As Hope Dies wurde 2000 in der südkalifornischen Stadt La Habra gegründet. Zwei Jahre später erschien die erste EP, Birthplace and Burial Site durch Undecided Records im Mai 2002.
Die Aufnahmen zum Debütalbum Legions Bow to a Faceless God begannen im Februar 2003. Veröffentlicht wurde es wenige Monate später, im Juli 2003,  ebenfalls über Undecided Records. Nur kurz darauf löste sich die Band vorerst auf,  bis sie sich rund ein Jahr später, mit neuem Line-up im August 2004 wiedervereinigte.
Im Mai 2005 wurde die endgültige Auflösung bekanntgegeben. Das Abschlusskonzert fand am 23. Mai 2005 in Corona (Kalifornien) statt. Die zweite EP As Hope Dies sollte ursprünglich ein vollwertiges Studioalbum werden, wozu es aber aufgrund der Auflösung nicht mehr kam.
Im Januar 2007 wurde das Album Legions Bow to a Faceless God als limitierte Gatefold-Vinyl mit einer Auflage von 500 Exemplaren durch das Label Forest Moon Special Products wiederveröffentlicht.

## Stil
As Hope Dies spielte klassischen Melodic Death Metal, der an die Vorreiterbands dieses Genres, In Flames, Soilwork und At the Gates erinnert. Auch Einflüsse von Bands wie Dissection, Shai Hulud und  Prayer for Cleansing finden sich. Solos sind, genreunüblich, nicht Bestandteil der Kompositionen, hingegen finden sich eine Vielzahl ausgefeilter Riffs und Melodien.
Ihre Songtexte beinhalten zum größten Teil antireligiöse Inhalte sowie Charakterzüge des Nihilismus und verarbeiten außerdem Schwierigkeiten mit ihren eigenen Persönlichkeiten.

## Diskografie
- 2002: Birthplace and Burial Site (EP, Undecided Records)
- 2003: Legions Bow to a Faceless God (Undecided Records)
- 2005: As Hope Dies (EP, kein Label)